# Stavvattnet
Stavvattnet är en sjö i Skellefteå kommun i Västerbotten och ingår i Mångbyåns huvudavrinningsområde. Sjön har en area på 1,04 kvadratkilometer och ligger 52 meter över havet. Sjön avvattnas av vattendraget Mångbyån. Vid provfiske har abborre, gädda och mört fångats i sjön.

## Delavrinningsområde
Stavvattnet ingår i det delavrinningsområde (716042-175475) som SMHI kallar för Utloppet av Stavvattnet. Medelhöjden är 63 meter över havet och ytan är 7 kvadratkilometer. Det finns inga avrinningsområden uppströms utan avrinningsområdet är högsta punkten. Avrinningsområdets utflöde Mångbyån mynnar i havet. Avrinningsområdet består mestadels av skog (75 procent). Avrinningsområdet har 1,01 kvadratkilometer vattenytor vilket ger det en sjöprocent på 14,5 procent.